# 王宗堯 (1978年)
王宗堯（1978年10月2日—），香港藝人，杜汶澤喱騷旗下藝人。

## 簡歷
王宗堯自小家住清水灣半島龍蝦灣，母親是家庭主婦，父親經營餐飲、玩具、建村屋等生意，讓王宗堯小時候在富裕環境下成長。
王宗堯曾就讀聖類斯中學（小學部）和聖若瑟小學，1991年畢業於聖方濟各英文小學（在校時與崔建邦為同班同學）。其後入讀傳統名校英華書院，中四後往英國留學，曾入讀伦敦帝国学院修讀關於改變物料的科目，但因太沉悶，次年轉校到伦敦大学学院修讀經濟統計學。其後畢業回港，在父親的公司任職電腦部專員，但因父親認為他打工打得不專心，他只做了半年便送他到台灣，投靠一個跟製作公司、經理人公司相熟的親戚。
王宗堯在到台約半年後簽了藝能娛樂的子公司多利安娛樂（因為小時候就認識藝能的高層葉偉宗），當時公司的演員還有何潤東、邱澤、陳怡蓉等。簽約後，他立即被派去客串偶像劇《原味的夏天》。
2008年，他拍了一部中港台合拍的電視劇《花之戀》，跟翁倩玉演母子；同年，王宗堯在台灣留了六年後回港發展，接拍香港劇集《勝者為王IV爭霸》。
然而，他從台灣回到香港後，事業不順，演出《喜愛夜蒲》及《一路向西》。
2012年，王宗堯到北京接拍《滾滾紅塵》，之後由於沒有工作，曾想過轉做幕後；後來他簽約加入了中國3D數碼娛樂。
2014年，佔領中環期間，王宗堯全副裝備現身，支持示威者。同年年底，王宗堯領銜主演之網絡劇《選戰》作為香港電視網絡開台劇播，翌年則播放《導火新聞線》。兩劇觀眾迴響甚大，令更多香港人認識王宗堯。《導火新聞線》更於2015年12月開拍電影版。
2019年9月30日，因涉嫌在7月1日佔領立法會大樓，被警方以串謀刑事毀壞和進入或逗留會議廳範圍罪名拘捕。2020年6月9日被改控暴動罪，最高刑期由三個月增至十年，他在Facebook發文強調「沒有暴徒，只有暴政」，指這只是製造「恐慌」，又勉勵香港人勿忘所謂「初衷」，呼籲「大家不用太擔心我」。
2020年12月23日，宣布簽約成為民主派藝人杜汶澤旗下收費平台「哩騷」的首位包薪合約藝人。
2024年3月16日，王宗堯被裁定暴動罪成立，被判入獄74個月。

## 私人生活
曾分別與演員陳靜、蔡潔和蘇皓兒，藝人兼模特兒黎紀君及模特兒陳詩雅與楊梓瑤傳緋聞。
現任女友為圈外人，兩人關係暫時已維持達到一年多，並合作經營品牌「手足不散」。

## 作品

### 电视剧
| 年份 | 電視劇                           | 角色             | 導演           | 製作         |
| 2003 | 原味的夏天                       | 品卉男友         | 楊冠玉         |              |
| 2005 | 風中戰士                         | 楊沐風           | 苗子傑         |              |
| 2008 | 花之戀                           | 片山和哉（天龍） |                |              |
| 2010 | 勝者為王                         | 雷杰克           | 賴建國、戚家基 | 亞洲電視     |
| 2011 | 你們我們他們:當舊毛衣遇上舊圍巾  | 文 (Michael)     |                | 無綫電視     |
| 2013 | 滾滾紅塵                         | 小寶             | 潘文傑         | 廣西電視台   |
| 2014 | 性本善2014之性愛分家             | Hayden           | 黃偉傑         | 香港電台     |
| 2014 | 選戰                             | 張癸龍           | 黃國強         | 香港電視網絡 |
| 2015 | 導火新聞線                       | 樂嘉輝（輝爺）   | 方俊華         | 香港電視網絡 |
| 2015 | 末日+5（單元五：警服）           | 張子樂           | 黃國強         | 香港電視網絡 |
| 2015 | 夜班                             | 酒吧型男         | 陆天华         | 香港電視網絡 |
| 2015 | 火速救兵III                      | 蔡志聰（阿驄）   | 鄭惠芳         | 香港電台     |
| 2015 | 獅子山下2015（第一集：一場飯局） | 張家亮（家亮）   | 鄭惠芳         | 香港電台     |
| 2016 | 瑪嘉烈與大衛系列 綠豆            | Jackson          | fatball、25    | 香港電視娛樂 |
| 2017 | 賤民20                           | Z                | 劉健倫         | 香港電視娛樂 |
| 2017 | 未來還未來                       | 王宗堯           | Tim Lui        | 香港電視娛樂 |
| 2018 | Plan B                           | 賈宇寰           | 孔令政         | 香港電視娛樂 |
| 2018 | 火速救兵IV                       | 凌瞬之（啤零）   |                | 香港電台     |
| 2019 | 向西聞記                         | 黃家謙           |                | HMV數碼中國  |

### 电影
| 年份 | 电影                         | 角色              | 主演及性質                                                | 產地     |
| ---- | ---------------------------- | ----------------- | --------------------------------------------------------- | -------- |
| 1991 | 上海1920                     | 小方 （童年方林） | 尊龍、亞德里恩·培斯特、奇恩·楊、袁潔瑩、比利·歌恩、李麗珍 | 香港     |
| 2006 | 一年之初                     |                   | 跑龍套                                                    | 台灣     |
| 2007 | 上海宝贝                     | 天天              | 男主角                                                    | 德国     |
| 2008 | 百獄                         | 顏皓              | 男主角                                                    | 台灣     |
| 2010 | 財神到                       | 金童              | 跑龍套                                                    | 香港     |
| 2010 | 志明与春娇                   | 軍裝警員          | 跑龍套                                                    | 香港     |
| 2010 | 美丽密令                     | 殺手阿龍          | 跑龍套                                                    | 香港     |
| 2010 | 夜行俠陳真                   |                   |                                                           | 香港     |
| 2010 | 出轨的女人                   | 中田              | 跑龍套                                                    | 香港     |
| 2011 | 喜爱夜蒲                     | 易小斌（Sean）    | 第三男主角                                                | 香港     |
| 2012 | 一路向西                     | 王靜              | 第二男主角                                                | 香港     |
| 2012 | 喜爱夜蒲2                    | Sean              | （客串）                                                  | 香港     |
| 2013 | 明日世界終結時               |                   | 男主角                                                    | 香港     |
| 2014 | 喜爱夜蒲3                    | Sean              | （客串）                                                  | 香港     |
| 2014 | 林中小屋                     | 健明              |                                                           | 香港     |
| 2014 | 3D冰封俠：重生之門           | 司徒申            | 甄子丹、任達華、王寶強、黃聖依、楊建平、石詠莉及林雪      | 中國大陆 |
| 2014 | 黑色喜劇                     | Ben Chilk         | 杜汶泽、王祖蓝、詹瑞文、童菲                              | 香港     |
| 2015 | 一路向西2之泰西              | 王靜              | 第二男主角                                                | 香港     |
| 2015 | 壹獄壹世界：高登闊少踎監日記 | 日辰              | 男主角                                                    | 香港     |
| 2015 | 猛龍特囧                     | 堯警員            |                                                           | 香港     |
| 2015 | 同班同學                     | Raymond           | 郭奕芯、麥芷誼、廖子妤、邵音音、徐天佑                    | 香港     |
| 2016 | 選老頂                       | 豺狼              | 杜汶澤、黃秋生、陳家樂、姜皓文、洪卓立、冼色麗            | 香港     |
| 2016 | 導火新聞線                   | 樂嘉輝（輝爺）    | 周家怡、楊淇、吳孟達、方健儀                              | 香港     |
| 2017 | 29+1                         |                   | 跑龍套                                                    | 香港     |
| 2018 | 冰封俠：時空行者             |                   |                                                           | 香港     |
| 2019 | 作家的谎言：笔忠诱罪         | 阿占              | 张建声、何珮瑜、松冈李那                                  | 香港     |
| 2020 | 夜香・鴛鴦・深水埗           | 經濟科中學老師    | 顧定軒、林耀聲、梁卓美                                    | 香港     |
| 2023 | 1人婚禮                      | Kenneth           | 吳冰、陳健朗                                              | 香港     |

### 音樂錄影帶
| 年份 | 歌手         | 歌曲                                | 导演   | 合作演员 |
| ---- | ------------ | ----------------------------------- | ------ | -------- |
| 2005 | 黎明         | 一个故事《有情郎》                  | 周格泰 | 房思瑜   |
| 2006 | S.H.E        | 我们怎麼了                          | 張清峰 | 胡安安   |
| 2008 | 黄伊汶       | 从没离开                            |        |          |
| 2009 | 溫嵐         | 我全都相信                          | 黄中平 | 溫嵐     |
| 2009 | 小宇         | 说分手之後                          | 大寶   | 李毓芬   |
| 2010 | 邝祖德       | 序曲                                | 鄺祖德 | 陳明恩   |
| 2010 | 刘若英       | 我们没有在一起                      | 黄中平 | 劉若英   |
| 2011 | 官恩娜       | 依依（無綫電視版本）                | 官恩娜 |          |
| 2014 | 雨僑、王宗堯 | 埋頭苦愛（《喜愛夜蒲3》電影主題曲） | 錢國偉 | 雨僑     |
| 2018 | Rubberband   | 未來見                              |        | 陸駿光   |

## 演唱
- 2005年 风中战士
  - 主题曲《風之舞》&何润东、邱澤、鍾兆康
  - 只要一天
- 2010年贺岁喜剧财神到主题曲 &群星
- 2012年 理直氣柔（&谭咏麟、彭健新合唱）
- 亲爱的朋友 群星
- 2014 電影喜愛夜蒲3點題曲 埋頭苦愛 &雨僑
- 2015 胸追人
- 2016 心急男人上(& FF的s 合唱)
- 2016 《導火新聞線》（電影版）片尾曲 - We're Not Afraid （主唱：陳詩慧， ft. 王宗堯、周家怡、楊淇）

## 主持
- 2011年7月24日 2011年度香港小姐競選港姐之旅廣享受 主持：袁偉豪、王宗堯、阮兆祥
- 2015年8月4日 （毛記電視）六點半左右新聞報道 主持：王宗堯、盤菜瑩子

## 参与节目
- 2011年5月10日 百萬U.S.B.
- 2015年7月17日 歡樂滿些牙
- 2019年4月10日 Good Night Show 發洩擂台
- 2020年2月14日 頭條新聞

## 廣告
- 香港寬頻 x 王宗堯 2016 100M寬頻 + myTV Super (16 Mar 2016)
- 強生李斯德林漱口水 (2015)
- LG 洗衣機 (2015) https://web.archive.org/web/20160304093717/https://vimeo.com/121208337
- 八達通 x 王宗堯 2015 自動增值服務 (2 Dec 2015)
- Lexus NX200t SPORT （页面存档备份，存于） - 拍攝《選戰》「外傳」故事 (6 Feb 2015)
- L'OREAL MEN EXPERT X 王宗堯 【拒絕疲態之道（页面存档备份，存于）】(13 Jan 2015)
- Braun Series 9 (2015)
- GPWedding 芝柏婚紗 王宗堯&郭穎兒香港外景婚紗照Making of @ 芝柏婚紗 （页面存档备份，存于） (27 Jul 2014)
- GPWedding 芝柏婚紗 (婚姻;一生的承諾 ) 浪漫幻想篇（页面存档备份，存于） (26 Jun 2014)
- Johnnie Walker力撐你夢想（页面存档备份，存于）(2008)

## 模特
- Salvatore Homme - outfit Gregory Wong（页面存档备份，存于） (15 Dec 2014)
- Texas Apple　Jeans（杂志）
- 10th Anniversary Fashion Show for kitterick
- 2002年香港leather fair fashion show
- Kitterick 2003年春夏
- Hong Kong Leather Fair（鞋）
- Royal Elastic 2004年春夏（鞋）
- 宝腾☆&张李玉2004年春夏

## 獎項
| 年份 | 頒獎典禮                           | 獎項                 | 名稱       | 結果 |
| ---- | ---------------------------------- | -------------------- | ---------- | ---- |
| 2016 | 毛記電視第一屆十大勁曲金曲分獎典禮 | 十大勁曲金曲獎第九位 | 〈胸追人〉 | 獲獎 |

## 外部連結
- 王宗堯的Instagram帳戶
- 王宗堯的新浪微博
- 王宗堯在互联网电影资料库（IMDb）上的資料（英文）
- 王宗堯在香港影庫上的簡介
- 在AllMovie上王宗堯的頁面（英文）